# Herblingen

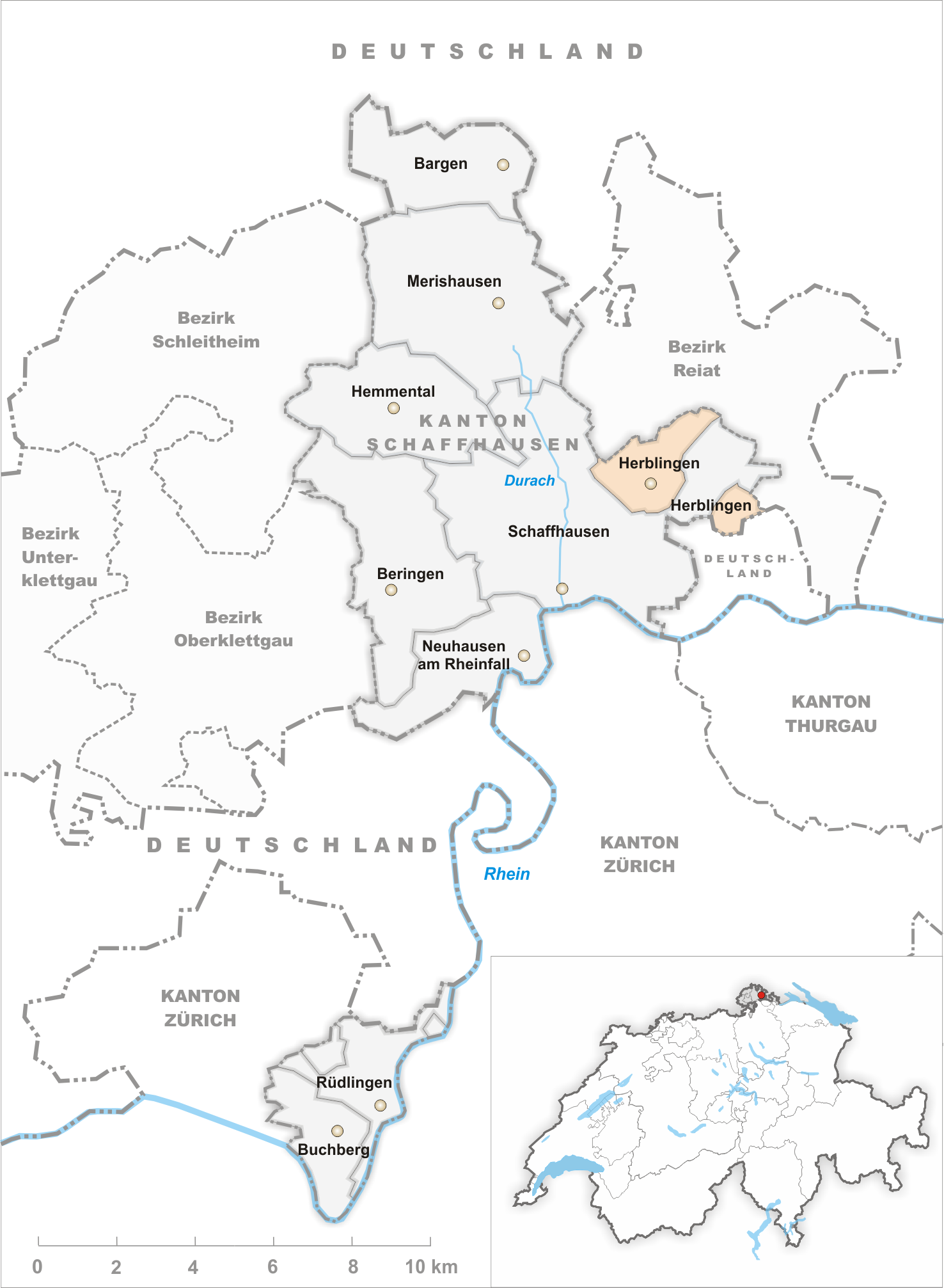
Gemeindestand vor der Fusion am 1. Januar 1964

Herblingen ist eine ehemalige politische Gemeinde und ein ehemaliges Bauerndorf im Kanton Schaffhausen in der Schweiz. Zum 1. Januar 1964 wurde Herblingen als Quartier in die Stadt Schaffhausen eingemeindet. Herblingen liegt nordöstlich der Altstadt von Schaffhausen am Fusse des Reiats.

## Bevölkerung

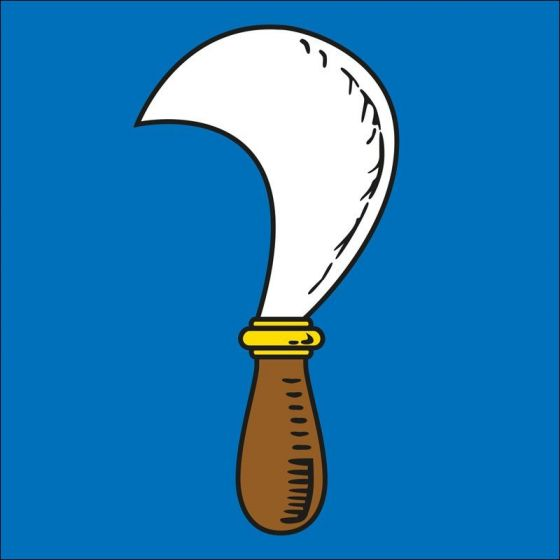
Fahne Herblingen

1808 wohnten 274 Menschen im Dorf. Im 19. Jahrhundert wanderten viele Herblinger nach Brasilien aus. Das Dorf zählte 1860 351 Bewohner. 1900 wechselte der Weiler Gennersbrunn seine Gemeindezugehörigkeit von Thayngen zu Herblingen. Bereits 1930 wurde die Güterzusammenlegung im Bauerndorf vorgenommen. 1941 wohnten bereits mehr als 1000 Einwohner in Herblingen. Die Nähe zu neuen Arbeitsplätzen zog immer mehr Zuzüger an.

## Geschichte
Bei Herblingen fand man Stationen der Menschen der Steinzeit bei dem Schweizersbild. Berühmt ist auch das Kesslerloch bei Thayngen.
Erstmals wurde die alemannische Siedlung Herwilingen 1258 urkundlich erwähnt. Die Familie der Herren von Herblingen hatte ursprünglich die Niedergerichtsbarkeit inne. Sie liess im 13. Jahrhundert die Burg Herblingen errichten. Anfang des 14. Jahrhunderts gingen diese Rechte an die Habsburger über, später an die Truchsessen von Diessenhofen und die Schaffhauser Adelsfamilie Brümsi. Nach 1469 gehörte das Dorf verschiedenen Bürgern aus Schaffhausen, u. a. Adam Cron. Um 1530 zählte das Dorf rund 20 Wohngebäude. 1534 kaufte die Stadt Schaffhausen die Niedergerichtsbarkeit samt Burg. Erst 1723 gelangte die Hochgerichtsbarkeit von der Landgrafschaft Nellenburg (Österreich) zu Schaffhausen.
Herblingen unterstand bis 1798 der Obervogtei Reiat der Schaffhauser Landschaft. Zur Kirche gingen die Herblinger nach Lohn. 1751 wurde die Dorfkirche durch den Besitzer des Schlosses Herblinger erbaut. Sie ersetzte die mittelalterliche St. Peterskapelle. Der Grundriss ist rechteckig mit einem dreiseitig geschlossenen Chors. Der Taufstein stammt aus dem Jahr 1596.

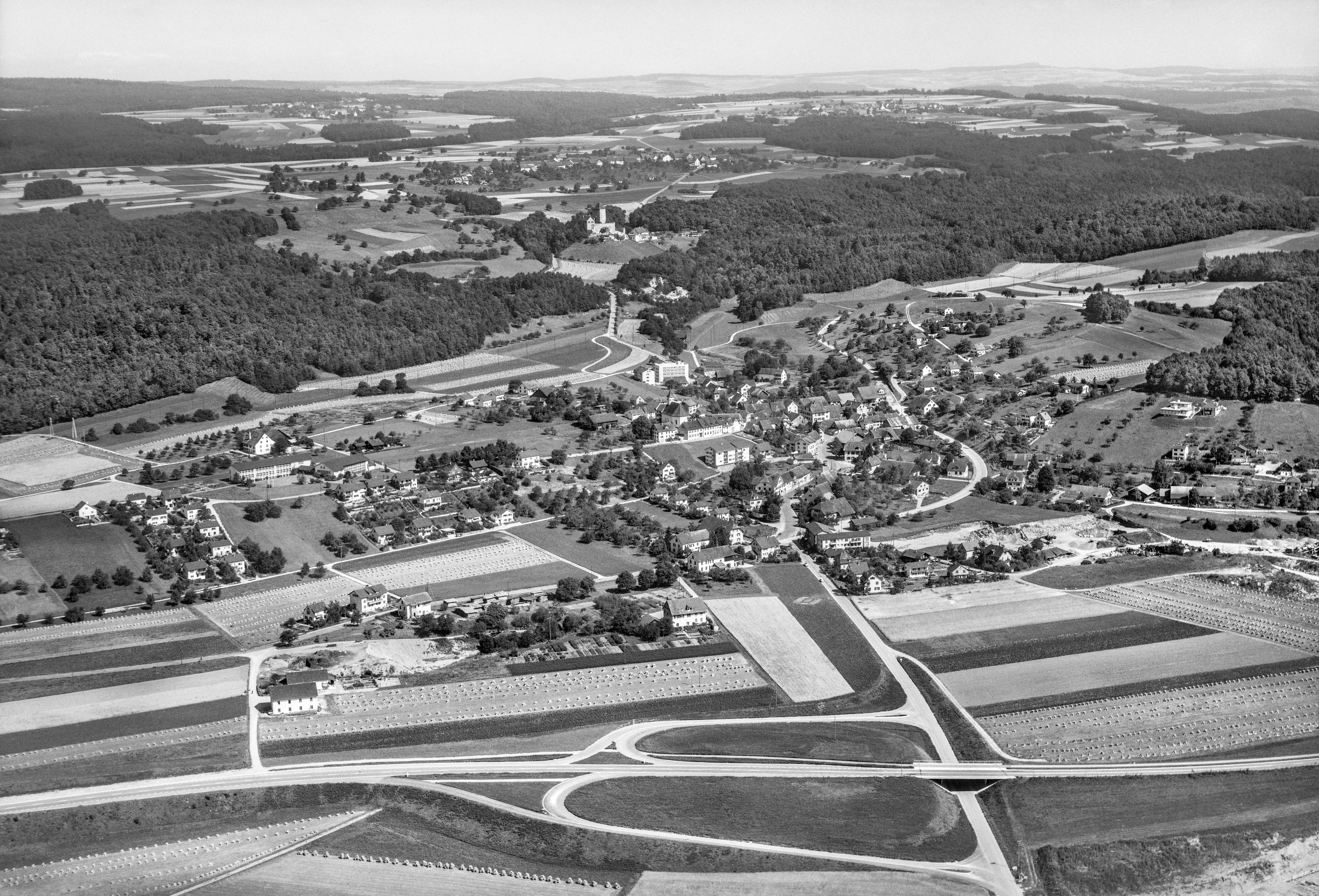
Historisches Luftbild von Werner Friedli von 1962

## Sehenswürdigkeiten
- Schloss Herblingen

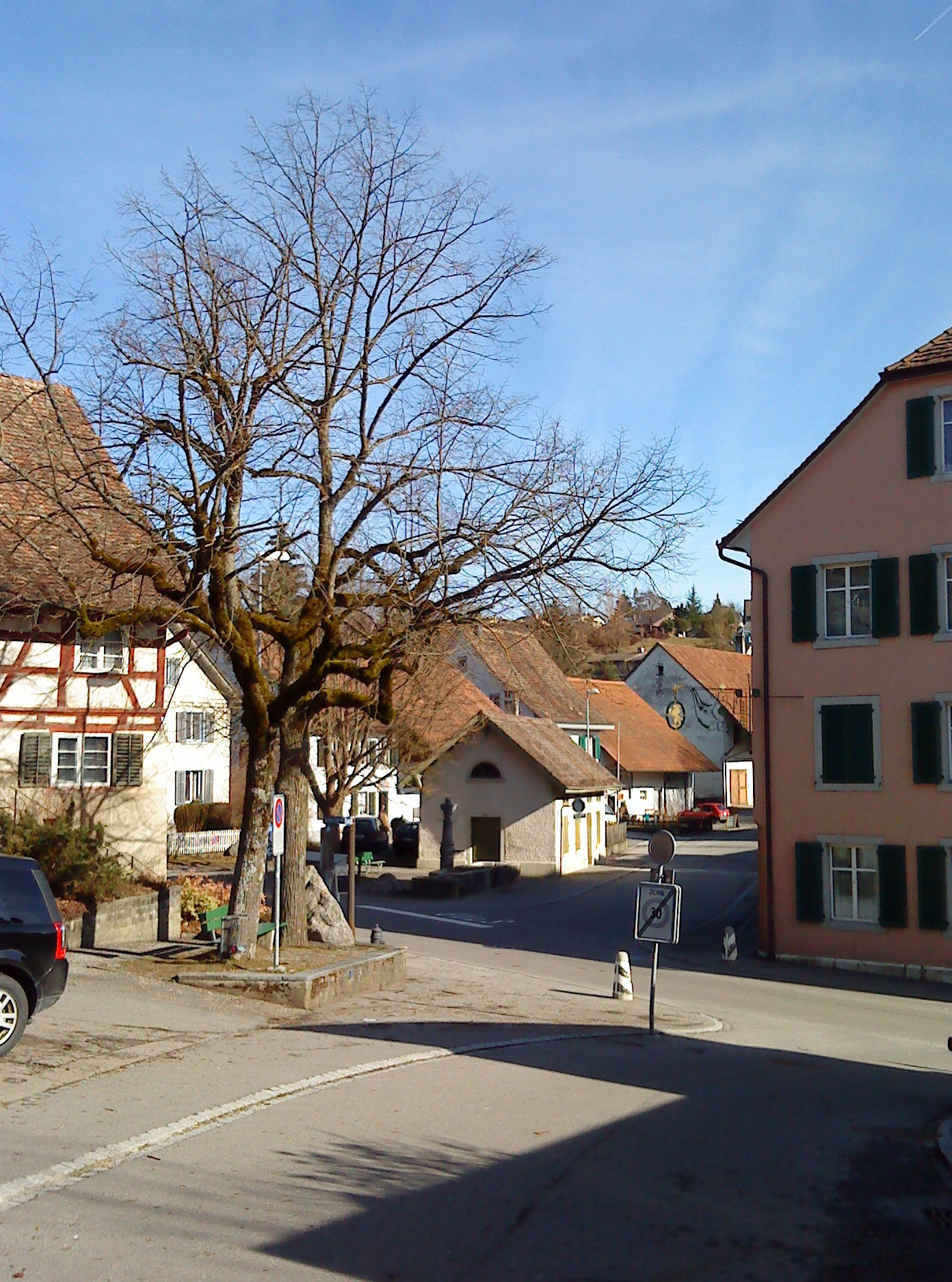
Dorfkern von Herblingen
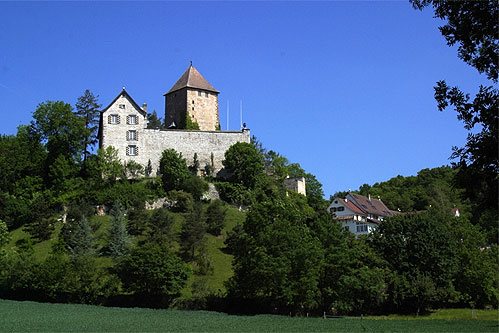
Schloss Herblingen
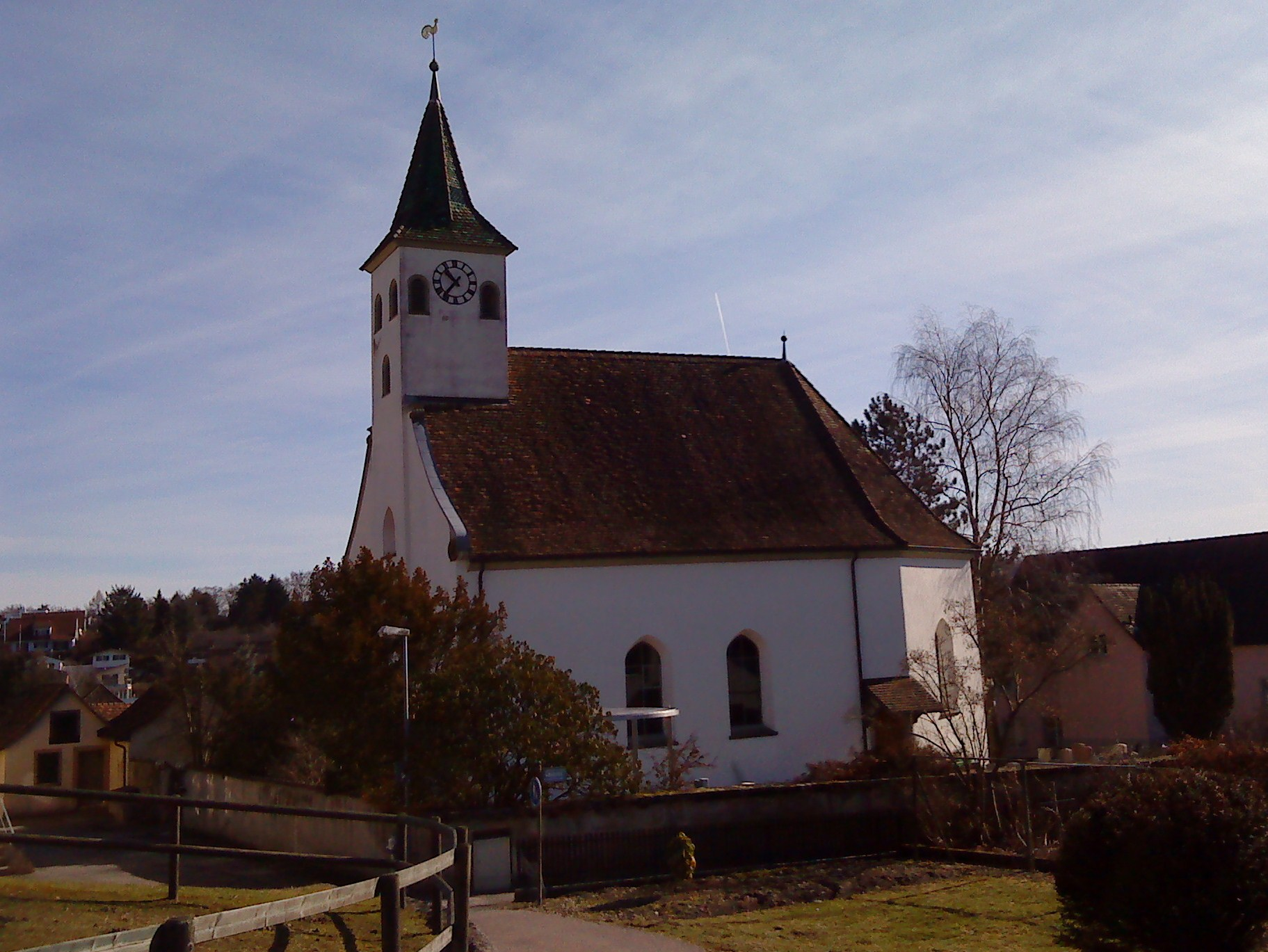
Reformierte Kirche von Herblingen

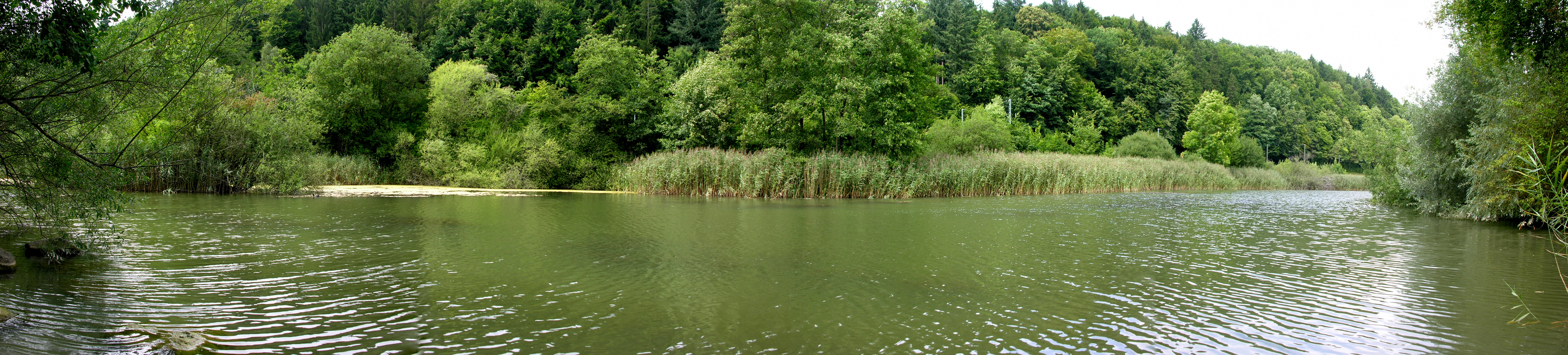
Naturschutzgebiet bei Herblingen

## Eingemeindung zu Schaffhausen
1949 lehnte der Kantonsrat eine erste Eingemeindungsinitiative des Dorfes ab. Ein weiterer Versuch fand 1963 eine zustimmende Mehrheit im Kanton und im Dorf. Herblingen wurde per 1. Januar 1964 ein Quartier von Schaffhausen. Es zählte 1987 Einwohner. Durch die Arrondierung des Herblingertals zur Industriezone in den 1960er Jahren erlebte Herblingen eine rasche Entwicklung. 1979 wurde auf der grünen Wiese zwei Einkaufszentren erbaut, welche 2001 zum Herblinger Markt erweitert wurden. 2009 zählte das Quartier 5'051 Einwohner.

## Wappen
Blasonierung
In blau weisses, nach (heraldisch) rechts gekehrtes Rebmesser mit braunem Griff und gelber Zwinge.
Für Herblingen sind im Laufe der Geschichte viele verschiedene Wappen nachzuweisen. 1569 findet sich ein Pflug mit aufgestecktem Rebmesser in gelb. Aus der gleichen Zeit stammt ein Wappen mit einer grossen, gelben Traube auf rotem Grund. Diese beiden Symbole gedenken den Beschäftigungen der Bevölkerung damals. 1597 lässt sich ein Wappen mit einem roten Löwen in silber nachweisen. Für dieses Symbol gibt es keine sichere Deutung. Eventuell geht sie auf den ehemaligen Schlossbesitzer Hans Löw zurück. 1766 findet sich ein Siegel mit einem, die Schneide nach links (heraldisch: rechts) gerichteten, Rebmesser. Dieses Symbol findet man auch auf der Kirchenglocke von 1817. Ab 1800 führte die Gemeinde ein neues Wappen; ein Traubenmotiv überhöht von einem Rebmesser.
Bei der Bereinigung 1949 wurde der Gemeindeversammlung das älteste Wappen vorgeschlagen, da diese Figur einzigartig und heraldisch originell war. Die Versammlung entschied sich aber dagegen und wählte das aus dem 18. Jahrhundert nachgewiesene Rebmesser.

## Persönlichkeiten
- Magister Konrad von Herblingen, († 1310) Domherr zu Chur